# (437815) 2015 DB99
(437815) 2015 DB99 es un asteroide perteneciente al cinturón de asteroides, descubierto el 30 de abril de 2006 por el equipo Spacewatch desde el Observatorio Nacional de Kitt Peak (Arizona, Estados Unidos).